# 第4旅団 (キルギス国内軍)
第4旅団は、キルギス国内軍の旅団の1つ。

## 歴史
- 1992年9月7日 - 政府決定に基づき、ジャララバード市において、軍部隊7704編成。
- 1994年 - スザク地区アルマルー・ブラクの洪水に災害派遣
- 1995年 - タラス市で行われた「マナス叙事詩1000周年」記念行事の警備に参加
- 1998年 - スザク村の洪水に災害派遣
- 2000年9月11日 - ジャララバード州チャトカル地区において、ウズベキスタン・イスラム運動の戦闘員撃滅に関する特殊作戦を実施
- 2000年10月 - 「オシ - 3000」記念行事の警備に参加
- 2001年～2006年 - トクトグル発電所の警備に参加
- 2002年5月17日 - 第4旅団に改編
- 2005年 - ウズベク難民の警備に参加
- 2006年 - キルギス国家保安庁の指揮下において、ジャララバード市のテロ集団撃滅に参加

## 歴代指揮官
| 職名   | 就任年                | 氏名                             | 階級 |
| ------ | --------------------- | -------------------------------- | ---- |
| 連隊長 | 1993年3月 - 1994年9月 | アブドゥマヴリャン・カムチベコフ | 中佐 |
| 連隊長 | 1994年9月 - 1997年1月 | セイダフマト・トイチエフ         | 大佐 |
| 連隊長 | 1997年1月 - 1998年7月 | アシム・ウザクバエフ             | 中佐 |
| 連隊長 | 1998年7月 - 1999年6月 | ボロトベク・アマナリエフ         | 大佐 |
| 連隊長 | 1999年6月 - 2001年5月 | ヌルガジィ・クリジャエフ         | 大佐 |
| 連隊長 | 2001年9月 - 2002年8月 | ウラン・ベルディコジョエフ       | 大佐 |
| 旅団長 | 2002年8月 - 2008年2月 | イシェンベク・バトゥルカノフ     | 大佐 |
| 旅団長 | 2008年2月 -           | アリジャン・オルンバエフ         | 大佐 |